# 牧瀬圭斗
牧瀬 圭斗（まきせ けいと、1999年12月29日 - ）は、日本の陸上競技選手。佐賀県伊万里市出身。専門は長距離。佐賀県立白石高等学校、順天堂大学出身。
中学時代まではバスケットボールをしており、白石高校に入ってから陸上を始めた。高校時代は同校OBである松瀬元太の指導を受けるが全国高校駅伝への出場は叶わなかった。大学は順天堂大学に進学するも「力の劣る世代」と言われ続け、箱根駅伝への出場を果たしたのも主将となった4年時が最初で最後だったが、山下りの6区で区間賞を獲得しチームの準優勝に貢献した。
卒業後は実業団のトヨタ自動車九州に進んだ。第1回奥球磨駅伝2区、2022年九州実業団毎日駅伝3区では区間賞を獲得している。